# Sanitarium adventiste du Nord-Est argentin
Le sanitarium adventiste du Nord-Est argentin (en espagnol,  Sanatorio Adventista del Noreste Argentino) est un centre hospitalier adventiste à Misiones dans la province de Misiones en Argentine. Il est aussi appelé le Centre adventiste de la vie saine - Misiones. 
Le sanitarium du Nord-Est argentin pratique la médecine préventive et curative. Il est spécialisé dans le traitement contre l'anxiété, le tabagisme et l'obésité. Les autres services comprennent : 
- Clinique médicale, cardiologie, chirurgie générale, kinésithérapie, oto-rhino-laryngologie, odontologie, oncologie, psychiatrie, psychologie, pédiatrie, radiologie, échographie, ergométrie, laboratoire d'analyses cliniques